# The Danish College of Commerce
Foreningen for Unge Handelsmænds Uddannelse (FUHU) har siden 1933 givet unge danske handelsfolk mulighed for dygtiggørelse i Storbritannien på The Danish College of Commerce i daglig tale blot DCC. 
DCC eller Londonprogrammet, som det også kaldes, er et dagstudium af tre måneders varighed, der gennem en årrække er blevet gennemført i et tæt samarbejde mellem FUHU og Hammersmith and West London College.
Sigtet med Londonprogrammet er ikke alene at give grundlag for en international karriere eller yderligere studier i udlandet, men i lige så høj grad at bibringe programdeltageren et nyt perspektiv med internationalt tilsnit.
Forudsætningen for optagelse på Londonprogrammet er normalt en HHX (højere handelseksamen) med gode karakterer i engelsk.